# XOXO
XOXO é o primeiro álbum de estúdio do grupo masculino sino-coreano EXO, lançado em 3 de junho de 2013 pela S.M. Entertainment e a KMP Holdings.
Como todas as músicas do grupo, o álbum foi lançado em duas versões - uma edição em coreano "Kiss", e uma edição em mandarim "Hug". O álbum chegou a mais de 300.000 pedidos antecipados antes do seu lançamento oficial. XOXO inclui dois singles, "Wolf" e "Growl", sendo este último o principal single do álbum repackaged, que foi lançado em 5 de agosto de 2013. Ambos os singles chegou no top dez do Gaon Singles Chart, e "Growl" chegou ao número 3 na Billboard Korea K-Pop Hot 100.
Dentro de poucos dias após seu lançamento, as músicas de XOXO superaram quase todos os gráficos em tempo real a partir de sites de música online da Coreia do Sul e China. As duas versões atingiram um pico coletivamente no número um no Billboard World Album Chart uma semana após o lançamento. Em outubro de 2013, o álbum já tinha vendido mais de 910.000 cópias.

## Antecedentes e lançamento
XOXO foi lançado em 3 de junho de 2013, em duas edições, "Kiss" (em coreano) e "Hug" (em chinês). It reached 300,000+ preorders before its release. O álbum contém o single promocional "Wolf", e cinco novas faixas, bem como as faixas de desenvolvimento "My Lady", "Baby, Don't Cry", "Black Pearl" e " Let Out the Beast", que foram destaque nos vídeos teasers na estréia do EXO. A versão repackaged do álbum, com um novo single, "Growl", foi lançado em 5 de agosto de 2013.
A versão repackaged chegou ao número um no gráfico semanal Taiwan's Five Music Weekly por três semanas.

## Lista de faixas
| N.º            | Título                                | Duração |  |
| 1.             | "Wolf"                                | 3:52    |  |
| 2.             | "Baby, Don't Cry"                     | 3:55    |  |
| 3.             | "Black Pearl"                         | 3:08    |  |
| 4.             | "Don't Go"                            | 3:36    |  |
| 5.             | "Let Out The Beast"                   | 3:27    |  |
| 6.             | "3.6.5"                               | 3:07    |  |
| 7.             | "Heart Attack"                        | 3:39    |  |
| 8.             | "Peter Pan"                           | 3:56    |  |
| 9.             | "Baby"                                | 4:00    |  |
| 10.            | "My Lady"                             | 3:33    |  |
| 11.            | "Wolf" (Versão de subgrupo)           | 3:52    |  |
| 12.            | "Wolf" (Versão em língua alternativa) | 3:52    |  |
| Duração total: | Duração total:                        | 43:41   |  |

| Kiss (versão em coreano) | |         |  |
| N.º                      | Título | Duração |  |
| 1.                       | "늑대와 미녀 (Wolf)" (romanização: Neukdae Wa Minyeo; lit. "Wolf and the Beauty")                                       | 3:52    |  |
| 2.                       | "Baby Don't Cry (인어의 눈물)" (Ineoui Nunmul; lit. "A Mermaid's Tears")                                                | 3:55    |  |
| 3.                       | "Black Pearl" | 3:08    |  |
| 4.                       | "나비소녀 (Don't Go)" (Nabi Sonyeo; lit. "Butterfly Girl")                                                              | 3:36    |  |
| 5.                       | "Let Out The Beast" | 3:27    |  |
| 6.                       | "3.6.5" | 3:07    |  |
| 7.                       | "Heart Attack" | 3:39    |  |
| 8.                       | "피터팬 (Peter Pan)" (Piteopaen)                                                                                        | 3:56    |  |
| 9.                       | "Baby" | 4:00    |  |
| 10.                      | "My Lady" | 3:33    |  |
| 11.                      | "늑대와 미녀 (Wolf)" (Versão de EXO-K)                                                                                  | 3:52    |  |
| 12.                      | "狼与美女 (Wolf)" (Versão em mandarim; chinês tradicional: 狼與美女; pinyin: Láng Yǔ Měinǚ; lit. "Wolf and the Beauty") | 3:52    |  |
| Duração total:           | Duração total: | 43:41   |  |

| Hug (versão em chinês) | |         |  |
| N.º                    | Título                                                                                               | Duração |  |
| 1.                     | "狼与美女 (Wolf)" (pinyin: Láng Yǔ Měinǚ; lit. "Wolf and the Beauty")                                | 3:52    |  |
| 2.                     | "Baby Don't Cry (人鱼的眼泪)" (Rényú de Yǎnlèi; lit. "A Mermaid's Tears")                            | 3:55    |  |
| 3.                     | "Black Pearl"                                                                                        | 3:08    |  |
| 4.                     | "蝴蝶少女 (Don't Go)" (Húdié Shàonǚ; lit. "Butterfly Girl")                                          | 3:36    |  |
| 5.                     | "Let Out The Beast"                                                                                  | 3:27    |  |
| 6.                     | "3.6.5"                                                                                              | 3:07    |  |
| 7.                     | "Heart Attack"                                                                                       | 3:39    |  |
| 8.                     | "彼得潘 (Peter Pan)" (Bǐdépān)                                                                       | 3:56    |  |
| 9.                     | "Baby (第一步)" (Dìyī Bù; lit. "The First Step")                                                     | 4:00    |  |
| 10.                    | "My Lady"                                                                                            | 3:33    |  |
| 11.                    | "狼与美女 (Wolf)" (Versão de EXO-M)                                                                  | 3:52    |  |
| 12.                    | "늑대와 미녀 (Wolf)" (Versão em coreano; romanização: Neukdae Wa Minyeo; lit. "Wolf and the Beauty") | 3:52    |  |
| Duração total:         | Duração total:                                                                                       | 43:41   |  |

### Versão Repackaged
| N.º            | Título                       | Duração |  |
| 1.             | "Growl"                      | 3:27    |  |
| 2.             | "Wolf"                       | 3:52    |  |
| 3.             | "XOXO (Kisses & Hugs)"       | 3:06    |  |
| 4.             | "Lucky"                      | 3:23    |  |
| 5.             | "Baby, Don't Cry"            | 3:55    |  |
| 6.             | "Black Pearl"                | 3:08    |  |
| 7.             | "Don't Go"                   | 3:36    |  |
| 8.             | "Let Out The Beast"          | 3:27    |  |
| 9.             | "3.6.5"                      | 3:07    |  |
| 10.            | "Heart Attack"               | 3:39    |  |
| 11.            | "Peter Pan"                  | 3:56    |  |
| 12.            | "Baby"                       | 4:00    |  |
| 13.            | "My Lady"                    | 3:33    |  |
| 14.            | "Growl" (Versão de subgrupo) | 3:27    |  |
| Duração total: | Duração total:               | 53:37   |  |

| Kiss (versão em coreano) |                                                                          |         |  |
| N.º                      | Título                                                                   | Duração |  |
| 1.                       | "으르렁 (Growl)" (romanização: Eureureong)                               | 3:27    |  |
| 2.                       | "늑대와 미녀 (Wolf)" (Neukdae Wa Minyeo; lit. "Wolf and the Beauty")     | 3:52    |  |
| 3.                       | "XOXO (Kisses & Hugs)"                                                   | 3:06    |  |
| 4.                       | "Lucky"                                                                  | 3:23    |  |
| 5.                       | "Baby Don't Cry (인어의 눈물)" (Ineoui Nunmul; lit. "A Mermaid's Tears") | 3:55    |  |
| 6.                       | "Black Pearl"                                                            | 3:08    |  |
| 7.                       | "나비소녀 (Don't Go)" (Nabi Sonyeo; lit. "Butterfly Girl")               | 3:36    |  |
| 8.                       | "Let Out The Beast"                                                      | 3:27    |  |
| 9.                       | "3.6.5"                                                                  | 3:07    |  |
| 10.                      | "Heart Attack"                                                           | 3:39    |  |
| 11.                      | "피터팬 (Peter Pan)" (Piteopaen)                                         | 3:56    |  |
| 12.                      | "Baby"                                                                   | 4:00    |  |
| 13.                      | "My Lady"                                                                | 3:33    |  |
| 14.                      | "으르렁 (Growl)" (Versão de EXO-K)                                       | 3:27    |  |
| Duração total:           | Duração total:                                                           | 53:37   |  |

| Hug (versão em chinês) |                                                                           |         |  |
| N.º                    | Título                                                                    | Duração |  |
| 1.                     | "咆哮 (Growl)" (pinyin: Páoxiāo)                                          | 3:27    |  |
| 2.                     | "狼与美女 (Wolf)" (Láng Yǔ Měinǚ; lit. "Wolf and the Beauty")             | 3:52    |  |
| 3.                     | "XOXO (Kisses & Hugs)"                                                    | 3:06    |  |
| 4.                     | "Lucky"                                                                   | 3:23    |  |
| 5.                     | "Baby Don't Cry (人鱼的眼泪)" (Rényú de Yǎnlèi; lit. "A Mermaid's Tears") | 3:55    |  |
| 6.                     | "Black Pearl"                                                             | 3:08    |  |
| 7.                     | "蝴蝶少女 (Don't Go)" (Húdié Shàonǚ; lit. "Butterfly Girl")               | 3:36    |  |
| 8.                     | "Let Out The Beast"                                                       | 3:27    |  |
| 9.                     | "3.6.5"                                                                   | 3:07    |  |
| 10.                    | "Heart Attack"                                                            | 3:39    |  |
| 11.                    | "彼得潘 (Peter Pan)" (Bǐdépān)                                            | 3:56    |  |
| 12.                    | "Baby (第一步)" (Dìyī Bù; lit. "The First Step")                          | 4:00    |  |
| 13.                    | "My Lady"                                                                 | 3:33    |  |
| 14.                    | "咆哮 (Growl)" (Versão de EXO-M)                                          | 3:27    |  |
| Duração total:         | Duração total:                                                            | 53:37   |  |

## Recepção da crítica
| Críticas profissionais | Críticas profissionais |
| Avaliações da crítica  | Avaliações da crítica  |
| Fonte                  | Avaliação              |
| ---------------------- | ---------------------- |
| allkpop.com            | 8.7 de 10 estrelas.    |
| Seoulbeats             | 4.5 de 5 estrelas.     |

XOXO recebeu críticas geralmente positivas de críticos de música. Críticos do Allkpop deu ao álbum uma média de 8,7 de 10 pontos, com uma pontuação de comunidade de 8,6 em 10. O álbum foi elogiado por ser um dos mais fortes K-pop comebacks de 2013. Leslie do site coreano de entretenimento, Seoulbeats, disse  XOXO foi um álbum que "valeu a pena esperar", e deu ao álbum 4.5 de 5 pontos.

## Desempenho nas paradas

### Álbum
| Gráfico                                    | Melhores posições |
| ------------------------------------------ | ----------------- |
| Estados Unidos (Billboard Top Heatseekers) | 23                |
| Mundial (Billboard World Albums Chart)     | 1                 |
| Taiwan G-Music's Combo Album Chart         | 8                 |

| Gráfico                            | Melhores Posições |
| ---------------------------------- | ----------------- |
| Taiwan G-Music's Combo Album Chart | 12                |

| Gráfico                                | Melhores posições |
| -------------------------------------- | ----------------- |
| Coreia do Sul Gaon Weekly Albums Chart | 1                 |
| Coreia do Sul (Hanteo Album Chart)     | 1                 |
| Japão Oricon Weekly Albums Chart       | 9                 |

| Gráfico                                 | Melhores posições |
| --------------------------------------- | ----------------- |
| Coreia do Sul Gaon Monthly Albums Chart | 1                 |
| Japão Oricon Monthly Albums Chart       | 18                |

| Gráfico                                         | Melhores posições |
| ----------------------------------------------- | ----------------- |
| Coréa do Sul Gaon 2013 Half-yearly Albums Chart | 3                 |

| Gráfico                                | Melhores posições |
| -------------------------------------- | ----------------- |
| Coreia do Sul Gaon Weekly Albums Chart | 1                 |
| Coreia do Sul (Hanteo Album Chart)     | 1                 |

| Gráfico                                 | Melhores posições |
| --------------------------------------- | ----------------- |
| Coreia do Sul Gaon Monthly Albums Chart | 1                 |

| Gráfico                                              | Melhores posições |
| ---------------------------------------------------- | ----------------- |
| Coreia do Sul Gaon Weekly Albums Chart               | 2                 |
| Coreia do Sul Gaon Weekly International Albums Chart | 1                 |
| Coreia do Sul (Hanteo Album Chart)                   | 2                 |
| Japão Oricon Weekly Albums Chart                     | 18                |

| Gráfico                                               | Melhores posições |
| ----------------------------------------------------- | ----------------- |
| Coreia do Sul Gaon Monthly Albums Chart               | 2                 |
| Coreia do Sul Gaon Monthly International Albums Chart | 1                 |
| Japão Oricon Monthly Albums Chart                     | 36                |

| Gráfico                                                        | Melhores posições |
| -------------------------------------------------------------- | ----------------- |
| Coreia do Sul Gaon 2013 Half-yearly Albums Chart               | 5                 |
| Coreia do Sul Gaon 2013 Half-yearly International Albums Chart | 1                 |

| Gráfico                                              | Melhores posições |
| ---------------------------------------------------- | ----------------- |
| Coreia do Sul Gaon Weekly Albums Chart               | 2                 |
| Coreia do Sul Gaon Weekly International Albums Chart | 1                 |
| Coreia do Sul (Hanteo Album Chart)                   | 2                 |

| Gráfico                                               | Melhores posições |
| ----------------------------------------------------- | ----------------- |
| Coreia do Sul Gaon Monthly Albums Chart               | 2                 |
| Coreia do Sul Gaon Monthly International Albums Chart | 1                 |

### Singles
| Gráfico (2013)               | Melhores posições |
| ---------------------------- | ----------------- |
| Gaon Singles chart           | 10                |
| Gaon Monthly Singles chart   | 27                |
| Gaon Local Singles chart     | 10                |
| Gaon Streaming Singles chart | 35                |
| Gaon Download Singles chart  | 6                 |
| Gaon Background Music chart  | 31                |
| Gaon Mobile Ringtone chart   | 44                |
| Gaon Karaoke chart           | 23                |
| Billboard K-Pop Hot 100      | 25                |

| Canção | Melhores posições | Melhores posições | Melhores posições | Melhores posições | Melhores posições | Melhores posições |
| Canção | Gaon Chart        | M! Countdown      | Music Bank        | Music Core        | Music Trend       | Show! Champion    |
| ------ | ----------------- | ----------------- | ----------------- | ----------------- | ----------------- | ----------------- |
| "Wolf" | 10                | 4                 | 1                 | 1                 | 1                 | 1                 |

| Canção              | Melhores posições | Melhores posições             |
| Canção              | KOR               | KOR                           |
| Canção              | Gaon              | Billboard Korea K-Pop Hot 100 |
| ------------------- | ----------------- | ----------------------------- |
| "Baby, Don't Cry"   | 31                | 55                            |
| "Black Pearl"       | 81                | 99                            |
| "Don't Go"          | 54                | 58                            |
| "Let Out The Beast" | 97                | —                             |
| "3.6.5"             | 69                | 88                            |
| "Heart Attack"      | 93                | —                             |
| "Peter Pan"         | 78                | 93                            |
| "Baby"              | 100               | —                             |
| "My Lady"           | 64                | 67                            |
| "Wolf (EXO-K Ver.)" | 135               | —                             |

| Gráfico (2013)               | Melhores posições |
| ---------------------------- | ----------------- |
| Gaon Singles chart           | 2                 |
| Gaon Monthly Singles chart   | 2                 |
| Gaon Local Singles chart     | 2                 |
| Gaon Streaming Singles chart | 1                 |
| Gaon Download Singles chart  | 2                 |
| Gaon Background Music chart  | 3                 |
| Gaon Mobile Ringtone chart   | 5                 |
| Gaon Karaoke chart           | 3                 |
| Billboard K-Pop Hot 100      | 3                 |

| Canção  | Melhores posições | Melhores posições | Melhores posições | Melhores posições | Melhores posições | Melhores posições |
| Canção  | Gaon Chart        | M! Countdown      | Music Bank        | Music Core        | Music Trend       | Show! Champion    |
| ------- | ----------------- | ----------------- | ----------------- | ----------------- | ----------------- | ----------------- |
| "Growl" | 2                 | 1                 | 1                 | 1                 | 1                 | 1                 |

| Canção                       | Melhores posições | Melhores posições             |
| Canção                       | KOR               | KOR                           |
| Canção                       | Gaon              | Billboard Korea K-Pop Hot 100 |
| ---------------------------- | ----------------- | ----------------------------- |
| "XOXO" (Versão em coreano)   | 15                | 35                            |
| "Lucky" (Versão em coreano)  | 17                | 42                            |
| "Growl (EXO-K Ver.)"         | 64                | —                             |
| "Growl" (Versão em mandarim) | 82                | —                             |
| "XOXO" (Versão em mandarim)  | 98                | —                             |
| "Lucky" (Versão em mandarim) | 103               | —                             |
| "Growl (EXO-M Ver.)"         | 132               | —                             |

## Vendas
| País           | Vendas               | Vendas     |
| -------------- | -------------------- | ---------- |
| País           | Coreia do Sul (Gaon) | 1,262,236+ |
| Japão (Oricon) | 148,000+             |            |

## Histórico de lançamento
| Região        | Formato              | Data                   | Gravadora                      | Edição     | Catálogo     |
| ------------- | -------------------- | ---------------------- | ------------------------------ | ---------- | ------------ |
| Coreia do Sul | CD, digital download | 3 de junho de 2013     | SM Entertainment, KMP Holdings | Regular    | SMK0242      |
| China         | CD, digital download | 3 de junho de 2013     | SM Entertainment, KMP Holdings | Regular    | SMK0243      |
| Taiwan        | CD, digital download | 19 de julho de 2013    | Avex                           | Regular    | AVKCD80280/A |
| Taiwan        | CD, digital download | 19 de julho de 2013    | Avex                           | Regular    | AVKCD80280/B |
| Filipinas     | CD, digital download | 27 de julho de 2013    | Universal Records              | Regular    |              |
| Coreia do Sul | CD, digital download | 5 de agosto de 2013    | SM Entertainment, KT Music     | Repackaged | SMK0275      |
| China         | CD, digital download | 5 de agosto de 2013    | SM Entertainment, KT Music     | Repackaged | SMK0276      |
| Taiwan        | CD, digital download | 13 de setembro de 2013 | Avex                           | Repackaged | AVKCD80280/C |
| Taiwan        | CD, digital download | 13 de setembro de 2013 | Avex                           | Repackaged | AVKCD80280/D |